# Городское поселение рабочий посёлок Тумботино
Городское поселение рабочий посёлок Тумботино — муниципальное образование в составе Павловского района Нижегородской области России. Административный центр — рабочий посёлок Тумботино.

## История
Городское поселение рабочий посёлок Тумботино образовано Законом Нижегородской области от 15 июня 2004 года № 60-З «О наделении муниципальных образований — городов, рабочих посёлков и сельсоветов Нижегородской области статусом городского, сельского поселения», установлены статус и границы муниципального образования.
В 2009 году к городскому поселению рабочий посёлок Тумботино присоединено сельское поселение Щепачихинский сельсовет.

## Население
| 2002   | 2008  | 2009  | 2010  | 2011  | 2012  | 2013  |
| ------ | ----- | ----- | ----- | ----- | ----- | ----- |
| 10 065 | ↘7281 | ↘7184 | ↗9488 | ↘7292 | ↗9393 | ↘9258 |
| 2014   | 2015  | 2016  | 2017  | 2018  | 2019  | 2020  |
| ↘9151  | ↘9052 | ↘8907 | ↘8812 | ↘8723 | ↘8590 | ↘8489 |

## Состав городского поселения
| №  | Населённый пункт | Тип населённого пункта                  | Население |
| -- | ---------------- | --------------------------------------- | --------- |
| 1  | Бабасово         | деревня                                 | ↘68       |
| 2  | Большое Окское   | деревня                                 | ↗189      |
| 3  | Венец            | деревня                                 | ↘95       |
| 4  | Козловка         | деревня                                 | ↗268      |
| 5  | Малое Окское     | деревня                                 | ↗250      |
| 6  | Новое Щербинино  | деревня                                 | ↘98       |
| 7  | Самойловка       | деревня                                 | ↗142      |
| 8  | Санницы          | деревня                                 | ↗208      |
| 9  | Старое Щербинино | деревня                                 | ↘175      |
| 10 | Степаньково      | деревня                                 | ↘226      |
| 11 | Тумботино        | рабочий посёлок, административный центр | ↗7095     |
| 12 | Шульгино         | деревня                                 | ↘133      |
| 13 | Щепачиха         | деревня                                 | ↗285      |
| 14 | Щёлково          | деревня                                 | ↘51       |